# Ziggy (Starmania)
Pour les articles homonymes, voir Ziggy.
 (mai 2025).
Ziggy est un personnage de Starmania, l'opéra-rock de Michel Berger et Luc Plamondon.

## Présentation

### Biographie fictive
Ziggy se définit lui-même comme un fils à maman. Très tôt, sa mère le prédestine à une carrière dans le ballet et rêve de le voir jouer dans La Belle au Bois Dormant. Son enfance ne semble pas très heureuse : il est isolé des garçons de son âge, qui le rejettent en raison de ses activités de danseur,.
Ziggy se conforme durant un temps aux ambitions maternelles mais connaît une première grande révélation l'année de ses quinze ans : en secret, il se rend chez le disquaire et échange son cadeau d'anniversaire (l'intégrale de Tchaïkovski) contre un album de David Bowie. Il y découvre la musique rock ainsi que le célèbre alter-ego scénique du chanteur, Ziggy Stardust,. Dès lors, il se fait appeler Ziggy - sa véritable identité ne sera par ailleurs jamais révélée. Bowie, lui fait aussi prendre conscience de son homosexualité :

« C'est ce jour-là que j'ai rencontré
Le premier amour de ma vie
 Il s'appelait David Bowie. »

Il se fait engager par la suite dans la boutique de disques en tant que vendeur, tout en espérant concrétiser ses ambitions sur la scène rock (danseur en 1979/2022, chanteur en 1993/2000, batteur en 1988).
Son besoin de notoriété, couplé à sa connaissance de la télévision, lui donnent envie de participer à Starmania, une émission populaire diffusée sur la chaîne d'Information en continu Télé Capitale : il espère  pouvoir y raconter son parcours.
Contrairement aux évènements racontés dans "La chanson de Ziggy," dans la chanson "Enfant de la pollution," (attribuée au personnage de Johnny Rockfort dans les premières versions du spectacle) Ziggy déclare être bien dans sa peau,.
Lors d'une escapade nocturne, il fait la rencontre de Marie-Jeanne. Cette dernière s'éprend du jeune disquaire d'une façon brutale et inattendue, allant jusqu'à se jeter sur lui,. Mais Ziggy la traite avec gentillesse et, comprenant son mal-être, il l'invite à prendre un café pour discuter. Dès lors, ils deviennent très liés ; Marie-Jeanne allant jusqu'à affirmer que Ziggy est devenu « toute sa vie ». Le duo se livre à de longues conversations et confessions, décortiquant également l'actualité du moment et les potins des stars.
Tous les soirs, Ziggy et Marie-Jeanne fréquentent les boîtes de nuit LGBTQ+ de la ville. Il n'est pas rare que le jeune homme se rende à l'Underground Café, où Marie-Jeanne officie en tant que serveuse. La clientèle du bar compte notamment le chef du gang terroriste des Étoiles Noires, Johnny Rockfort, et sa complice Sadia. Lorsque Ziggy confie à Marie-Jeanne son intention de participer à Starmania, il est ridiculisé par Sadia et Johnny qui le qualifient d'amateur. 

Dans "Y'a de la police dans toute la ville," Marie-Jeanne semble mettre Ziggy en garde contre les aspects destructeurs de la célébrité :

« Ziggy : Et moi je lis des magazines

Où on voit la vie en rose

Où on roule en limousine

Marie-Jeanne : Et on meurt d'overdose. »

Quelque temps plus tard, Ziggy se voit proposer le poste de disc-jockey à Naziland, la discothèque de Zéro Janvier, par Sadia. Ziggy accepte et fait ses adieux à Marie-Jeanne (à partir de 1988 avec l'ajout des chansons "Duo d'adieu" et "Nos planètes se séparent"). Il lui annonce que Sadia travaille pour Janvier et va trahir Johnny. Le cœur brisé, Marie-Jeanne voit son seul ami et son unique amour disparaître.
Ziggy mixe à Naziland le soir où Zéro Janvier est élu président de l'Occident et où Johnny et Cristal y posent leur bombe. Le sort de Ziggy varie selon les versions. S'il survit probablement dans les productions antérieures à 2022, dans le spectacle mis en scène par Thomas Jolly, l'explosion semble entraîner la mort de toutes les personnes présentes à Naziland. 

### Caractère
Pour  les créateurs de la tournée 2022-2024, Ziggy est le protagoniste « qui incarne le plus la question de l'élévation sociale. Opportuniste, changeant, instable, il est [le] reflet d'une génération en quête de lumière ». De fait, Ziggy est ambitieux et se montre prêt à tout pour gravir les échelons et côtoyer l'élite : il fréquente Sadia uniquement parce qu'elle a « des amis au pouvoir » et délaisse le rock au profit du disco, plus conforme aux exigences de Naziland (« Je suis fonctionnaire du disco »). De façon prophétique, Sadia l'avait surnommé ironiquement Monsieur Disco lors d'une dispute à l'Underground Café.
Sa meilleure amie, Marie-Jeanne, qui lui voue un amour sans retour, affirme que « dans sa tête, y'a que de la musique [...] On dirait qu'il vit dans une autre galaxie ». S'il est guidé par sa passion du rock, Ziggy se revendique en amoureux de la vie citadine : il s'affirme comme « un enfant de la pollution ». Il mène une vie épicurienne, quitte à tomber dans la surconsommation. S'il a pleinement conscience de ce travers, cela ne semble lui causer aucun problème (« Je consomme à fond / Je m'endette, je m'achète / Tout c'qui m'passe par la tête / Je me jette comme une bête / Sur le dernier gadget. »). C'est également un téléspectateur assidu.
Ziggy reste « cependant un personnage solaire et attachant », très populaire et sociable. Il paraît insouciant et téméraire, n'hésitant pas à tenir tête à Johnny Rockfort dans la vision de Thomas Jolly (tournée 2022-2024). Il est en permanence dans une énergie provocante et séductrice : la version 1988 le voit jeter une œillade aguicheuse sur les forces de l'ordre sans craindre d'éventuelles conséquences et celle de 2022 flirter avec un guitariste.
En outre, il n'est pas dépourvu d'empathie puisqu'il accepte d'emblée de soutenir Marie-Jeanne lors de leur première rencontre, alors que celle-ci est au plus mal ; quand bien même il ne pourra jamais lui offrir autre chose que de l'amitié et de la compassion, il semble éprouver une affection sincère pour elle. Dans la version de 1988, leur connivence est évidente et ils sont sur un pied d'égalité ; dans celle de 2022, Marie-Jeanne s'apparente davantage à une grande sœur protectrice, à la voix de la raison, pour Ziggy.
Pourtant, vis-à-vis de cette dernière (et des autres en général), il peut témoigner d'un égoïsme sans borne. Selon Adrien Fruit, titulaire du rôle sur la tournée 2022-2024, « il a un côté frivole et il est tellement narcissique et égoïste qu'il se fout totalement de ce que pensent les gens. Il sait que Marie-Jeanne est éperdument amoureuse de lui et il s'en fout… [...] Marie-Jeanne est la seule personne sur laquelle il peut compter et il l'abandonne ! ». S'il semble quitter sa meilleure amie à regret, lui demandant laconiquement de ne pas lui en vouloir ni de le retenir, Marie-Jeanne est finalement peu de chose face aux ambitions de Ziggy.

## Place au sein de l'intrigue
Personnage plutôt secondaire dans les premières versions de Starmania, Ziggy s'étoffe au fur et à mesure. Le journaliste culturel François Alquier note que le protagoniste gagne en importance dès les années 80 : en effet, il se voit pourvu de la chanson Un enfant de la pollution jusqu'alors dévolue à Johnny Rockfort et annonce son départ à Marie-Jeanne en personne sur le titre Duo d'adieu (Nos planètes se séparent).

## Interprètes

### Les différents interprètes
Ziggy a été interprété par Éric Estève (1978), Grégory Ken (1979), Jacques Blais (1980-1981), Jean Leloup (1986-1987), Renaud Hantson (1988-1989), Solal (1988-1990), Uwe Kröger (1991), Frank Sherbourne (1993-1999), Andy Cocq (1999-2001), Dominique Côté (2008 puis 2016) et Adrien Fruit (2022-2024).
Parmi ses doublures notables, on retrouve Norman Groulx (1993-1994) et Bruno Pelletier (1994-1995).

### Vision des interprètes sur le rôle

Renaud Hantson (ici en 2018) a beaucoup impacté la vision de Ziggy dans la version de 1988.

En 1988, Renaud Hantson est approché par Berger et Plamondon pour leur nouvelle version de Starmania. D'abord intéressé par le rôle de Johnny (rôle qu'il tiendra d'ailleurs par la suite), Hantson finit par auditionner pour Ziggy. Il pense pouvoir apporter à ce dernier une touche personnelle : « Je me suis dit que je pouvais apporter ma culture rock à ce personnage. Je suis persuadé qu'il n'est pas nécessaire de l'interpréter comme une caricature de personnage gay. [...] Il était évident que j'étais Ziggy. Un Ziggy androgyne et très rock'n'roll, comme l'était David Bowie. Mais on sentait que derrière, il y avait aussi un petit teigneux, qui a fait des sports de combat, qui vient du heavy metal ». D'un commun accord, Plamondon et Hantson transforment Ziggy en batteur, profitant des talents de musicien du chanteur. La chanson de Ziggy s'achève donc par un solo de batterie, moment emblématique du spectacle et scène favorite de France Gall dans cette version. Le rédacteur en chef de Platine, Jean-Pierre Pasqualini, affirme que s'il « manque de tendresse », Hantson « a réellement révolutionné le rôle de Ziggy ».
Frank Sherbourne lui succède en 1993 dans la version haute en couleur signée Lewis Furey. Le metteur en scène souhaite un Ziggy différent de celui proposé par Hantson, poussant Sherbourne à revenir à l'inspiration première du personnage (David Bowie). Le caractère provocateur du chanteur s'accommode bien avec la nature versatile du rôle : « au bout d'un an, j'ai changé de couleur de cheveux sans rien dire à personne pour devenir blond platine. J'étais jeune et un peu foufou, difficile à tenir ».
Pour le dernier interprète en date, Adrien Fruit, ce « Ziggy est un sacré personnage. Pourtant, je n'ai jamais eu la sensation d'avoir à me forcer pour entrer dans le rôle. Ce jeune fils à maman a toujours rêvé d'être une star [...] avec un S majuscule. Néanmoins, Ziggy est un mythomane capable de marcher sur tout le monde pour y arriver. [...] D'une certaine manière je me reconnais en lui lorsque j'étais plus jeune. [...] Je n'ai jamais eu de problème avec le fait d'accepter qui j'étais et de vivre avec mon homosexualité. Pour Ziggy non plus, il n'y a pas de malaise. C'est complètement assumé ». Fruit doit en outre apprendre la danse pour être crédible, ce qui implique de nombreuses heures de travail avec le chorégraphe Sidi Larbi Cherkaoui et son assistant Kevin Vivès.

## Chansons dans l'opéra rock

### ActeI
- La Chanson de Ziggy
- Un enfant de la pollution (dès 1980)

### Acte II
- Duo d'adieu (avec Marie-Jeanne depuis 1988)
- Les Uns contre les autres (avec Marie-Jeanne et la troupe depuis 2022)
- Disc-jockey’s song
- Ce soir on danse à Naziland (avec Sadia et Zéro Janvier)
- Final (avec la troupe)